# 蜂花粉
蜂花粉是指蜜蜂采蜜时带回的花粉團，在蜂巢内经过储藏和发酵后的產物，其中可能也含有花蜜或蜂蜜。蜂花粉中的主要成份是蛋白質和醣類，其中也含有痕量的礦物質及維生素。
蜂花粉的化學成份會隨著蜜蜂采蜜時選取植物的不同而隨之變化，蜂花粉本身也會隨著時間而變化。即使在同一個蜂房中，二個蜂花粉樣本的成份也不會完全相同。因此蜂花粉的化學分析及營養分析只對所測試的樣本有效，無法將結果延伸到其他時間或其他地點取得的樣本中。
最近針對一個蜂花粉樣本的研究指出蜂花粉中可能含有188種真菌及29種細菌。
蜂花粉是一種著名的天然補品，是自然療法中的一種營養補充劑，不過對於敏感體質的人而言，蜂花粉也可能導致過敏，嚴重時甚至會引發全身型過敏性反應。